# Strophiola xanthella
Strophiola xanthella är en insektsart som beskrevs av Andrej Vasiljevitj Gorochov 1996. Strophiola xanthella ingår i släktet Strophiola och familjen syrsor. Inga underarter finns listade i Catalogue of Life.